# Manneken Pis (soundtrack)
Manneken Pis is de soundtrack van de gelijknamige film uit 1995. Het album werd geschreven en gezongen door de Belgische rockband Noordkaap. Het album werd vooral bekend om het nummer "Ik hou van u", dat uitgroeide tot een van de grootste hits van Noordkaap.

## Achtergrond
Als een gevolg van het succes van het album Gigant kreeg de band Noordkaap ook aanvragen om soundtracks te maken. In 1995 werkte de groep de soundtrack uit voor Manneken Pis, de debuutfilm van regisseur Frank Van Passel. Een jaar later zou de groep ook meewerken aan de film Alles moet weg (1996).
Het soundtrackalbum bevat onder meer de hit "Ik hou van u". In 2005 werd in het teken van 175 jaar België een tweetalige versie van het nummer opgenomen.

## Nummers
1. Proloog – 1:06
2. Ik Hou Van U – 3:24
3. Afgeschaft-Ombeschaafd-Afgestoft – 5:08
4. Harry & Jeanne I – 2:58
5. Muzak – 2:20
6. Quatre-Mains Vidé – 0:32
7. Harry & Jeanne II – 0:37
8. Gigi's Bruidmars I – 0:38
9. Gigi's Bruidmars II – 0:58
10. Manneke Pis – 5:11
11. Royal I: Muziekdoos – 0:22
12. Jos – 0:42
13. Droomster – 2:08
14. Crashtrash – 1:24
15. Harry & Jeanne III – 0:17
16. Afdaling – 1:53
17. Nachtsfeer – 1:09
18. Luigi Tirlemontini's Slow – 1:01
19. Luigi Tirlemontini's Royal II – 1:04
20. Royal III: Bossa Nova – 2:52
21. De Afwijzing – 0:56
22. Royal IV: Wals – 1:26
23. Dat Het Gauw Weer Winter Wordt – 6:10

## Medewerkers
Noordkaap
- Stijn Meuris – zang
- Lars Van Bambost – gitaar
- Erik Sterckx – basgitaar
- Nico Van Calster – drum
- Wim De Wilde – toetsen

Overige
- Wouter Van Belle – producent, geluidsmix